# Томпсон, Джон Ричардсон
Джон Ричардсон Томпсон (28 июля 1834 — 12 февраля 1894) — грейнджер, один из восьми основателей Национальной фермы Ордена покровителей земледелия, фермерского братства в Соединенных Штатах.

## Биография
Томпсон родился 28 июля 1834 года в Литтлтоне, штат Нью-Гэмпшир, и вырос на семейной ферме. Он участвовал в Гражданской войне в США в составе 15-го Вермонтского добровольческого полка, дослужившись до звания полковника. После войны устроился на работу в Министерство финансов США, где проработал много лет.
Считается, что Томпсон был первым, кому Оливер Хадсон Келли рассказал о своей мечте создать «братство фермеров». Масонское обучение Томпсона стало ценным инструментом в развитии ритуальной работы Национальной фермы Ордена покровителей земледелия, обращая ритуальные учения вокруг фермы и фермерской семьи. Джон Томпсон умер 12 февраля 1894 года.

## Наследие
Другими основателями Фермы были: Оливер Хадсон Келли, Уильям Сондерс, Фрэнсис М. Макдауэлл, Джон Тримбл, Аарон Б. Грош, Уильям М. Айрленд и Кэролайн А. Холл .